# Company of Adventurers of London trading in Gynney and Bynney
Die Company of Adventurers of London trading in Gynney and Bynney (engl. für: Gesellschaft Londoner Glücksritter, die in Guinea und Benin Handel treiben) war eine englische Handelsgesellschaft mit Sitz in London, die im Jahr 1618 gegründet und gleichzeitig mit königlichen Monopolpatenten für den englischen Handel in Westafrika ausgestattet wurde. Die Gesellschaft existierte von 1618 an bis Ende 1631.

## Ausgangssituation
Einen englischen Handel in Westafrika gab es bereits seit der Tudor-Zeit, d. h. genaugenommen seit der Mitte des 16. Jahrhunderts, der sich jedoch überwiegend auf den Rotholzhandel an der Küste von Sierra Leone und der Gegend um die Mündung des Gambia beschränkte. Mit der Gründung der obigen Gesellschaft hoffte man, den vorhandenen Holzhandel besser gegen die portugiesische und französische Konkurrenz absichern zu können und daneben auch Zugang zum Handel mit Gold bekommen zu können, das an der Gambiamündung in, wenn auch geringen Mengen, eingehandelt werden konnte.

## Gründung 1618
Die Gesellschaft hatte zum Zeitpunkt ihrer Gründung 34 Mitglieder, ihr erster Gouverneur war Sir William St. John. Zunächst begann man noch im Jahre 1618 mit der Errichtung einer ständigen Faktorei an der Gambiamündung, weitere folgten kurze Zeit später an der Küste um das Kap Sierra Leona herum.

## Krise 1625
Im Jahre 1625 geriet die man jedoch in eine schlimme Liquiditätskrise, die den weiteren Fortbestand der Gesellschaft ernsthaft gefährdete. Die Ursachen hierfür kann man in folgenden vier Punkten zusammenfassen:
1. Mehrere Expeditionen den Gambia hinauf auf der Suche nach einem direkten Zugang zu den goldproduzierenden Ländern waren fehlgeschlagen. Allein im Jahre 1621 hatte man durch die Finanzierung der erfolglosen Expeditionen ein Verlust von 5600 Pfund Sterling (£).
2. Dem Gründungsmitglied John Davies, einem der ältesteingesessenen Guineahändler seiner Zeit und einem der wirklichen Initiatoren der Gesellschaft, war es im Jahre 1620 gestattet worden, trotz seiner Zugehörigkeit zur Company an der Küste auch auf private Rechnung zu operieren. Dieses Recht wurde auch anderen Company-Mitgliedern eingeräumt.
3. Das Auftreten von Schleichhändlern[4] an der westafrikanischen Küste nahm stark zu und wurde zu einer ernsthaften Konkurrenz, insbesondere da sich auch andere Company-Mitglieder ohne besondere Genehmigung hieran beteiligten. Daneben gab es eine gewisse Zahl mehr oder weniger organisierter privater Schleichhändler.
4. Im Jahre 1622 wurde eine Beschwerde vor dem englischen Staatsrat  (Council of state) vorgebracht, in der man sich darüber beklagte, … dass die Company weder ihren eigenen Handel unternimmt, selbst wenn er vielversprechend erscheint, noch es anderen gestatte, ein solches zu tun … Wahrscheinlich hatte man nicht allzu viel Erfolg mit der Beschwerde, denn 1624 trat man mit einer gleichgearteten Beschwerde vor das englische Unterhaus, in der man der Company den Missbrauch des Monopolpatentes vorwarf. Dies führte zu einem Schlichtungsverfahren, für dessen zeitliche Dauer das Monopolpatent temporär außer Kraft gesetzt wurde. Das Ergebnis des Verfahrens war, dass der Gouverneur der Company, Sir William St. John, 1625 im Schuldner-Gefängnis (Deptors' Prison) eingekerkert wurde.

## Abwärtstrend 1625–1628
Von den ursprünglichen 34 Gründungsmitgliedern waren im Jahre 1627 nur noch vier für die Gesellschaft aktiv. Viele waren gestorben, wie z. B. John Davies im Jahre 1626, oder man hatte sich aus der Company zurückgezogen, um lieber auf eigene Rechnung zu handeln.
Einer dieser Gründungsmitglieder, welche zum Privathandel ohne Konzession der Company überging, war der alte Guineaveteran Humphrey Slaney, der sich besonders auf den Rotholzhandel aus dem Sherbro-Gebiet von Sierra Leone konzentriert hatte. Hierbei hatte er drei junge „Praktikanten“ an seiner Seite: William Clobery, John Wood und Nicholas Crispe. Nach der Inhaftierung von William St. John 1625 wurden sie jedoch zusammen mit einigen anderen jungen Sprösslingen reicher Familien als Mitglieder in die Company aufgenommen. Unter denen, die in der Zeit 1625 bis 1628 in der Company zu einer einflussreichen Position gelangten, waren u. a. Humphrey Slaney als Veteran, die Brüder Nicholas und Samuel Crispe, William Clobery, sowie einige Mitglieder der Familien Chamberlain und Digby. Dennoch blieb es auch weiterhin bei der Doppelrolle der meisten Partizipanten im Westafrikageschäft, neben dem Handel im Namen der Company fand auch ein umfangreicher Handel auf eigenen Namen und in eigener Rechnung statt.
Einzig Nicholas Crispe beendete 1627 seine privaten Aktivitäten und handelte von nun an nur noch im Namen der Company, was zu einem gewissen Bruch mit seinen bisherigen Kollegen Slaney, Clobery und Wood bedeutete. Im Jahre 1628 erhöhte Nicholas Crispe sein Engagement für die Company sogar noch und erwarb im beträchtlichen Umfang Company-Anteile, wodurch er zum Eigner des größten Anteilvolumens an der Gesellschaft wurde, was ihn in eine dominierende Position brachte. Daneben zahlte er zusätzlich 1600 £ in einen speziellen Fonds für die Faktoreien im Sherbro-Gebiet ein, was man praktisch als Abkauf dieser Faktoreien durch Nicholas Crispe interpretieren kann, wobei allerdings wahrscheinlich auch andere Mitglieder der Crispe-Familie involviert waren.
Anschließend wurde Edward Falconer ins Sherbro-Gebiet gesandt, um diese neuerworbenen Faktoreien als Verwalter im Namen von Nicholas Crispe in Besitz zu nehmen. Es lag auf der Hand, dass es dabei automatisch zur Kollision mit Slaney und Clobery kommen musste, welche hier ihr Geschäft mit dem Rotholz auch oder vor allem nach 1625 auf privater Basis betrieben. Möglicherweise gab es im Konflikt zwischen Crispe und Slaney/Clobery in Absprache mit der Krone eine außergerichtliche Übereinkunft, denn es wurden 1627 für Slaney, Clobery und Wood von der englischen Regierung gezeichnete Kaperbriefe ausgestellt. Für die beabsichtigten Kaperfahrten wurden auch zwei Schiffe ausgerüstet, welche im Dezember 1627 den Londoner Hafen in Richtung Westafrika verließen.

## Katastrophe 1628–1631
Von 1628 an stand Nicholas Crispe in der Stellung eines Stellvertretenden Gouverneurs ohne Zweifel an der Führungsspitze der Company und führte u. a. auch an den Company-eigenen Gerichtshöfen oft den Vorsitz. Dennoch schien die Gesellschaft dem Untergang geweiht, als 1628 eine besonders schlimme Schuldenkrise entstanden war. Im Vorfeld hatten 15 Mitglieder (einschließlich Kenelm Digby, dem späteren Stellvertretenden Gouverneur) ihre Einwilligung zu einem neuen Unternehmen am Gambia, welches sie zuvor gegeben hatten, wieder zurückzogen. Allerdings waren zu diesem Zeitpunkt bereits beträchtliche Investitionen in das Gambia-Projekt geflossen. Ausgelöst durch diesen Rückzug sank auch bei den übrigen Gesellschaftern das Vertrauen in die Unternehmungen der Company ins Bodenlose, was dazu führte, dass die Gesellschaft nicht mehr in der Lage war, eine Unternehmung in Westafrika mit dem Gesellschafterkapital ihrer Mitglieder zu organisieren.
Daneben kam es nach dem Eingreifen Englands in den Dreißigjährigen Krieg zu zahlreichen feindlichen Plünderungen, welche die Krise zusätzlich noch verschlimmerten. So wurde bspw. 1629 im Gebiet um die Senegalmündung das hauptsächlich mit Sklaven beladene Company-Schiff „Benediction“ von französischen Kaperkapitänen aufgebracht und beschlagnahmt, was allein der Gesellschaft einen Verlust von 20.000 £ einbrachte.
Im Allgemeinen schien es 1629/1630, dass die Gesellschaft nicht mehr imstande war, in Westafrika mit den Holländern, Franzosen und Portugiesen zu konkurrieren.
Crispes Maßnahmen zur Unterbindung des Schleichhandels schienen jedoch nach einiger Zeit gefruchtet zu haben, denn Slaney und Clobery richteten 1630 eine mitleiderregende Petition an den englischen Staatsrat, in der sie behaupteten, dass sie vor dem Ruin ständen, da Crispe, der vorgab, im Namen der Company zu handeln, den gesamten Rotholzhandel an sich gerissen habe. Sie beteuerten, dass sie bereits über 20.000 £ in diesen Rotholzhandel investiert hätten, und man berief sich darauf, dass man es ihnen einst gestattet habe, Vereinbarungen mit der Company zu treffen, die ihnen zur Ausübung von Handel auf privater Basis berechtige. Erfolg hatten sie mit dieser Petition nicht, der Staatsrat gab Crispe Recht.
Im Jahre 1631 wurde die Krise in der Gesellschaft noch ernster und existenzgefährdender, als sie es jemals gewesen war. Gläubiger übten Druck aus und gingen schließlich vor Gericht, und der Court of Wards and Liveries ordnete an, dass die Gesellschaft ihre Schulden zu bezahlen habe. Daraufhin erfolgte ein gemeinsames Treffen von Sir Richard Young, dem Gouverneur, Nicholas Crispe, dem Stellvertretenden Gouverneur, und Philip Digby mit den Kreditoren, das allerdings ergebnislos verlief. Seitens der Company gab man den Verweigerern von 1628 die Schuld für die katastrophale Finanzlage und forderte diese auf, die durch ihre Verweigerungshaltung entstandenen Schulden zu begleichen.

## Neue Handelsschwerpunkte
Dennoch zeigte sich mitten in der tiefsten Krise ein Licht am Horizont und das war der Glanz des Goldes der Goldküste. Die Portugiesen, die den Goldhandel auf der Goldküste seit 150 Jahren kontrolliert hatten, hatten ihren Westafrikahandel zunehmend vernachlässigt und die Holländer waren gerade erst im Anfangsstadium, um den Portugiesen die Handelsplätze streitig zu machen. Damit ergab sich auch in den Augen der Engländer eine gewisse Aussicht auf Erfolg, was Handelsunternehmungen an der Guineaküste anbelangte. Immerhin konnte ein wirtschaftlicher Erfolg möglicher Guinea-Expeditionen zusätzlich noch abgesichert werden, da man, wenn aus irgendeinem Grunde kein oder nur wenig Gold zu bekommen war, immer noch Sklaven auf der westlichen Guineaküste als auch Zucker in São Tomé übernehmen konnte. Weder die Portugiesen noch die Holländer waren in dieser Zeit politisch und militärisch stark genug, einen diesbezüglichen englischen Handel in Westafrika unterbinden zu können. Und natürlich konnte nebenbei auch diverses Holz aus Sierra Leone oder anderswo mitgebracht werden.
Die entscheidenden Informationen hierüber erhielt Crispe von einem Holländer namens Arent de Groot, der ehemals für die Niederländische Westindien-Kompanie (W.I.C.) auf der Goldküste tätig gewesen war und nun mit der W.I.C. im Streit lag. Er kannte gut den Goldhandel auf der Goldküste und erzählte Crispe davon, als er zufällig dessen Bekanntschaft machte. Crispe hat, so scheint es, kurze Zeit später de Groot nach England eingeladen und ihm die Leitung eines englischen Unternehmens an die Goldküste angeboten. De Groot, der ohnehin darauf erpicht war, an die Goldküste zurückzukehren und dort an bestimmten ehemaligen Kollegen Rache zu üben, sagte hocherfreut zu. Beide Seiten stimmten darin überein, dass nun, 1631, die Zeit zum Handeln gekommen sei. Allerdings erforderte der geplante Einstieg ins Goldgeschäft einen sehr hohen Geldbetrag, was mit der Company in ihrem jetzigen Zustand keineswegs zu realisieren war. Hierzu musste entweder eine völlig neue Strukturierung der Company stattfinden oder, wenn dies nicht möglich war, eine neue Company gegründet werden.

## Ende und Neuanfang
Die anfänglich vagen Hoffnungen schienen sich zu erfüllen, als sich viele der reicheren Händler in London von Crispes Idee hinsichtlich des Einstiegs ins Goldgeschäft begeistern ließen und ihre Bereitschaft bekundeten, sich in einer solchen Gesellschaft engagieren zu wollen.
Das Anliegen wurde auch König Karl I. von England vorgetragen, welcher der Sache positiv gegenüberstand und dazu überredet werden konnte, die königlichen Patente von 1618 wieder einzuziehen und neue auszustellen. Zuvor war im November 1631 unter der Regie von Nicholas Crispe eine neue Gesellschaft gegründet worden: die Company of Merchants Trading to Guinea. Die Company of Adventurers of London trading in Gynney and Bynney hörte damit auf zu existieren.